# Spaargebirge

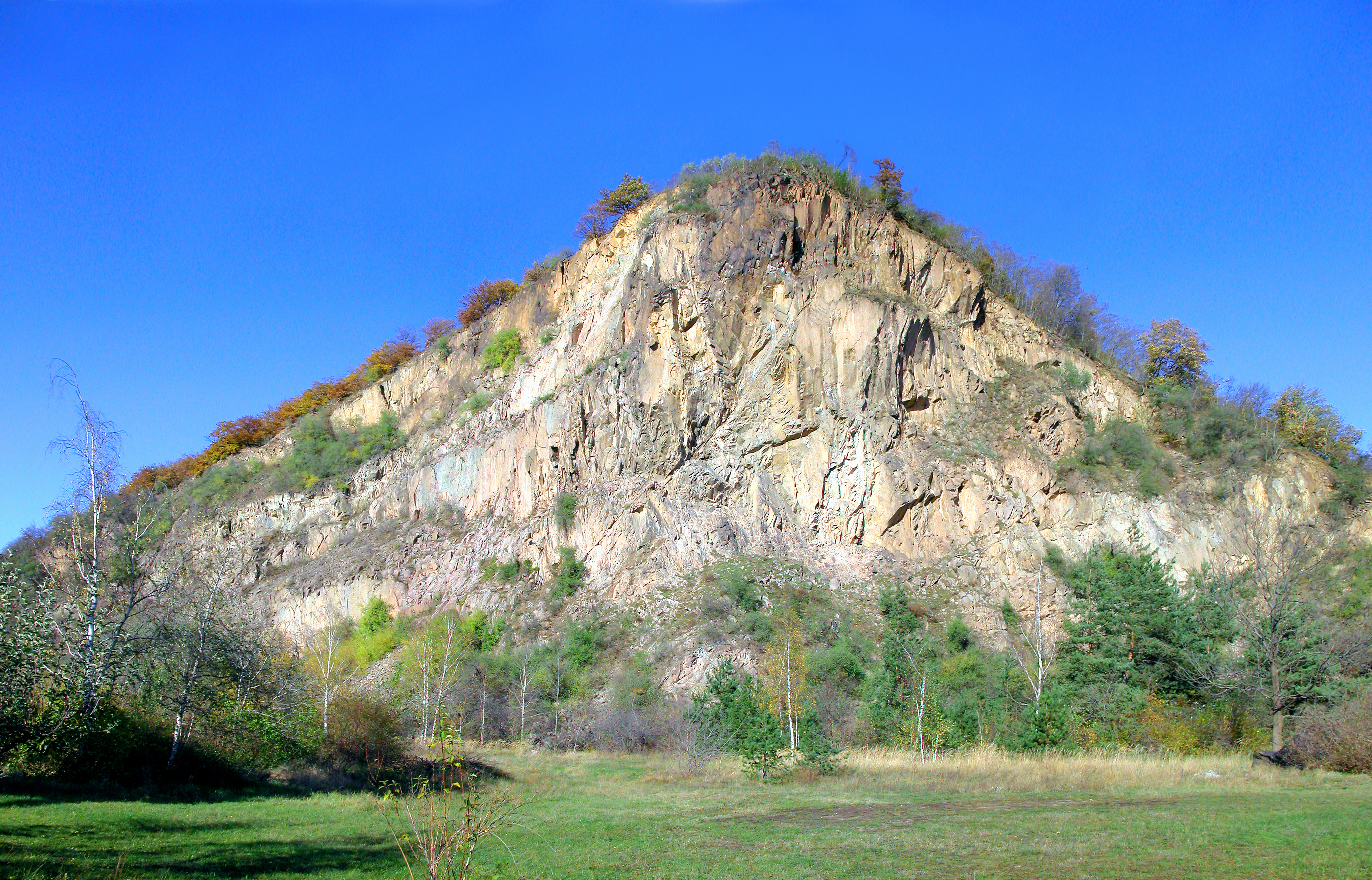
Boselspitze

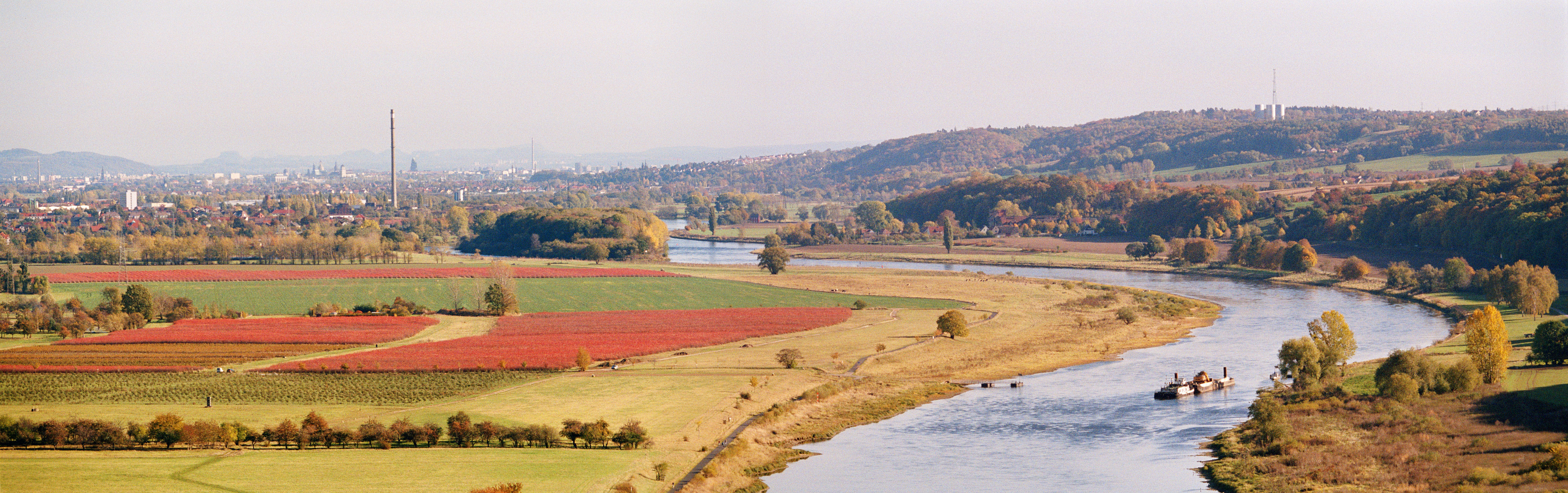
Blick über das Elbtal von der Boselspitze

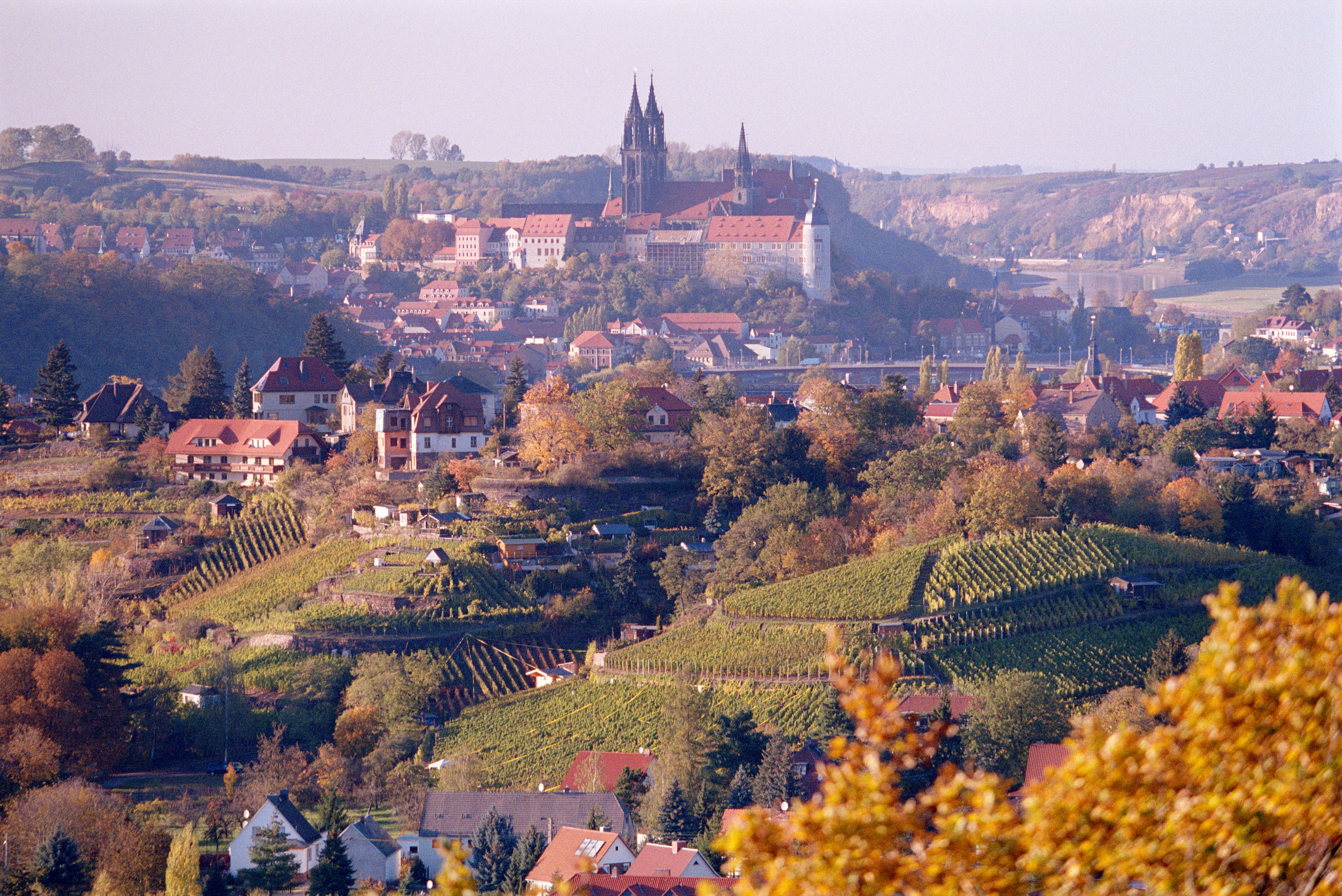
Blick auf Weinberge und auf Meißen vom Aussichtspunkt Juchhöh

Das Spaargebirge ist ein kleiner bis zu 191,7 m ü. NHN (Karlshöhe) hoher Höhenzug etwa drei Kilometer östlich von Meißen und etwa zwei Kilometer westlich von Coswig oberhalb des Elbtals in Sachsen. 

## Geographie

### Lage

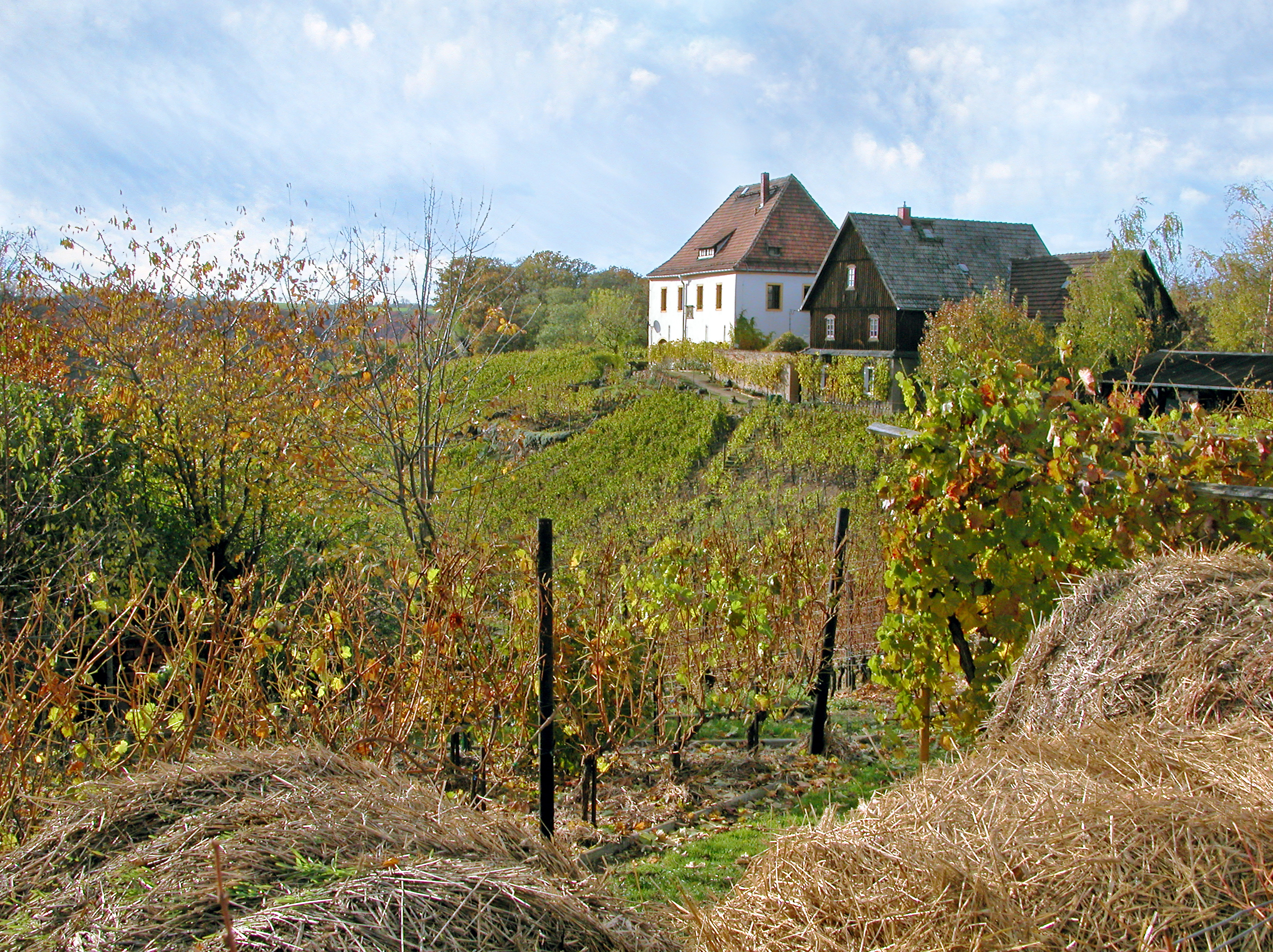
Haagsches Weingut im Spaargebirge

Das Spaargebirge liegt im sächsischen Landkreis Meißen im Landschaftsschutzgebiet Elbtal auf der nördlichen Elbseite zwischen dem Coswiger Stadtteil Sörnewitz im Südosten und den Meißner Stadtteilen Oberspaar im Nordwesten und  Zaschendorf im Nordnordosten. Es gilt als kleinstes Gebirge Sachsens (etwa drei Kilometer lang und kaum 200 Meter breit), auch wenn es im eigentlichen Sinne kein Gebirge ist.
Die höchste Erhebung des Spaargebirges ist die auf dem Gebiet von Oberspaar gelegene 191,3 m ü. NHN hohe Karlshöhe mit dem südlich vorgelagerten Aussichtspunkt Juchhöh (183,7 m). Über den Höhenzug verläuft in etwa nord-südlicher Richtung der Boselweg bis zum Aussichtspunkt Deutsche Bosel (182 m), der etwa 80 Meter über dem Elbtal liegt und einen Ausblick in Richtung Dresden und bei guter Sicht bis in die Sächsische Schweiz bietet. Ein Wanderweg führt weiter bis zur im Südosten gelegenen Boselspitze.
Nordöstlich der Deutschen Bosel, getrennt durch ein Tal, befindet sich die niedrigere und wesentlich unbekanntere Römische Bosel (166,7 m ü. NHN).

### Geologie
Der Höhenrücken entstand durch Erosion einer tektonischen Zerrüttungszone und wurde durch einen linken Nebenfluss der Ur-Elbe, die nördlich des Spaargebirges durch die Nassau floss, vom übrigen Meißner Granitgebiet inselartig abgetrennt. Beim Hochwasser des Frühjahrs 1845 wurde das Spaargebirge von der Elbe eingeschlossen. 

## Erschließung

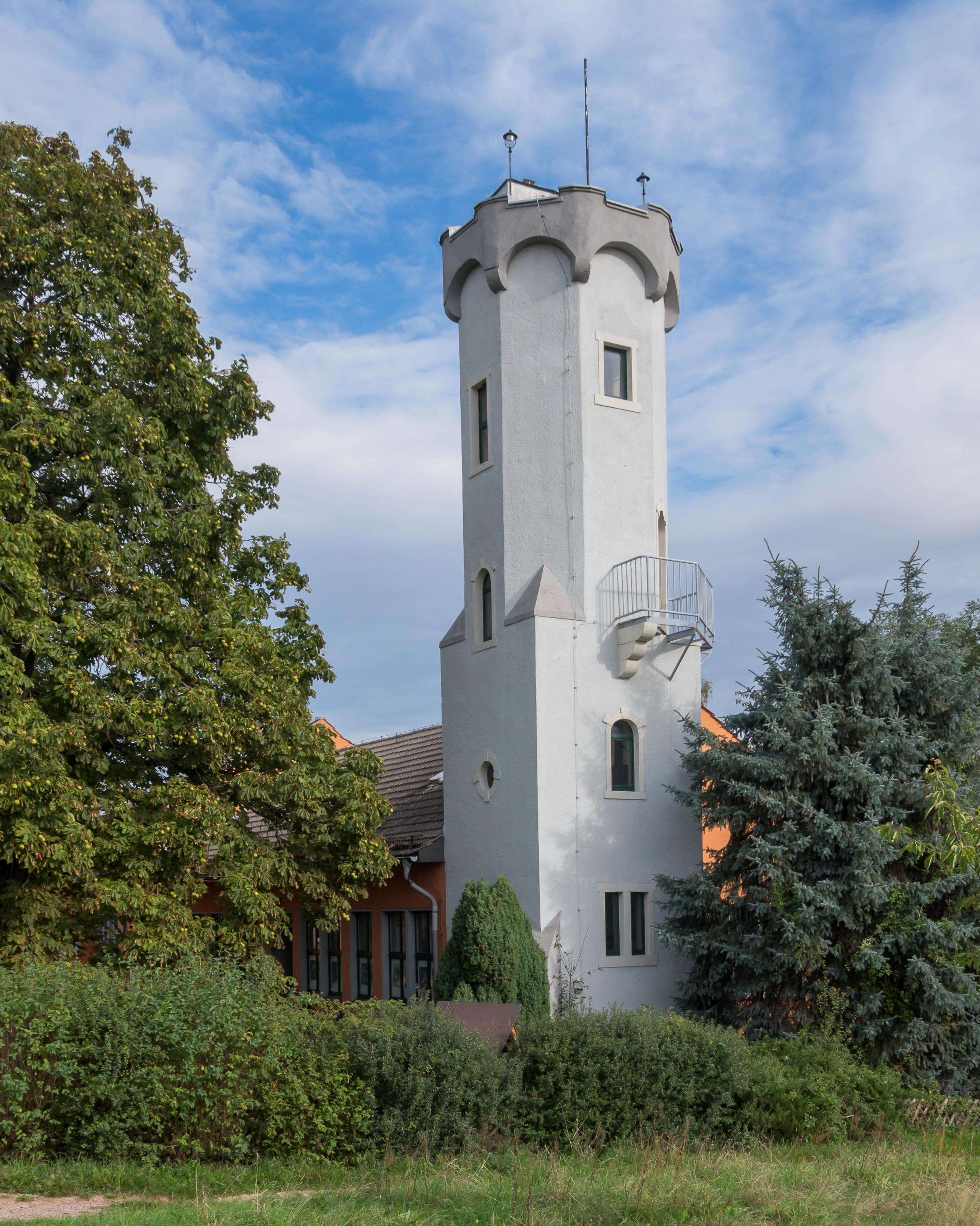
Boselturm

Nahe der Deutschen Bosel wurde im Jahre 1898 der 17 m hohe Boselturm errichtet (⊙), ein denkmalgeschützter Aussichtsturm, der seit 2012 nach aufwändiger Sanierung wieder öffentlich zugänglich ist.
Etwas weiter südöstlich befindet sich der Boselgarten, ein Botanischer Garten der Technischen Universität Dresden. Er wurde 1910 auf Empfehlung des Dresdner Botanikers Oscar Drude angelegt, nachdem der Landesverein Sächsischer Heimatschutz das Gelände gekauft hatte, um die hier wachsenden seltenen Pflanzen vor der Bedrohung durch Gesteinsabbau zu schützen.
An der steil abfallenden, felsigen Ostspitze wurde früher ein Steinbruch betrieben. Die ehemals natürliche Vegetation (subatlantische Sandpflanzen und südosteuropäische Trockenrasenpflanzen) musste dem heutigen Edelobst- und Weinanbau weichen. Durch die außergewöhnlich günstigen klimatischen Bedingungen im Elbtal haben sich schon seit alters her (belegt ab dem Jahr 1352) Höfe, Ritter- und Weingüter angesiedelt. Unterhalb des Spaargebirges verläuft die Sächsische Weinstraße und der Elberadweg. 

## FFH-Schutzgebiet
Teile des Spaargebirges liegen im Fauna-Flora-Habitat-Gebiet Bosel und Elbhänge nördlich Meißen (FFH-Nr. 4746-303; 1,57 km²).

## Sonstiges
Zu DDR-Zeiten betrieb der VEB Braunkohlekombinat Lauchhammer an der Boselspitze ein Ferienlager für die Kinder seiner Betriebsangehörigen.